# Walmor Chagas
Walmor de Souza Chagas (Alegrete, 28 agosto 1930 – Guaratinguetá, 18 gennaio 2013) è stato un attore brasiliano.

## Biografia
Chagas esordì a 19 anni come attore teatrale e per tutti gli anni cinquanta fu attivo sulle scene, riuscendo peraltro a completare gli studi universitari in Filosofia. Nel 1963 interpretò il suo primo film e dal 1965 apparve anche nelle telenovele. Tra i suoi tanti ruoli televisivi si ricordano quelli sostenuti nella telenovela Happy End e nella miniserie Avenida Paulista. In teatro affrontò pièces di Tennessee Williams, Jean Anouilh, Ugo Betti, Luigi Pirandello, Friedrich Schiller e tanti altri. Nel 1956 vinse il Prêmio Saci.
Il 18 gennaio 2013 fu trovato morto nella sua residenza presso San Paulo, con un proiettile conficcato nella testa, probabilmente per suicidio. Aveva 82 anni, ed era vedovo della collega Cacilda Becker nonché padre adottivo della cantante Clara Becker.

## Filmografia

### Telenovelas e miniserie
- A Outra (1965)
- Teresa (1965)
- O Amor Tem Cara de Mulher (1966)
- Presídio de Mulheres (1967)
- Nenhum Homem É Deus (1969)
- As Bruxas (1970)
- Corrida do Ouro (1974)
- O Grito (1975)
- Locomotivas (1977)
- Como Salvar Meu Casamento (1979)
- Coração Alado (1980)
- O Amor É Nosso (1981)
- Avenida Paulista (1982)
- Happy End (Final feliz, 1982)
- Eu Prometo (1983)
- Caso Verdade (1984)
- Vereda Tropical - Oliva (1984)
- Giungla di cemento (Selva de Pedra, 1986)
- Mandala (1987)
- O Pagador de Promessas (1988)
- Sex Appeal (1993)
- Sonho Meu (1993)
- Salsa e Merengue (1996)
- Malhação (1997)
- Marcas da Paixão (2000)
- Os Maias (2001)
- Terra nostra 2 - La speranza (Esperança) (2002)
- Mad Maria (2005)
- Pagine di vita (Páginas da Vida, partecipazione speciale, 2006)
- Pé na Jaca (2006)
- Caminhos do Coração (2007)
- A Favorita (2008)
- Os Mutantes - Caminhos do Coração (2009)
- Mutantes - Promessas de Amor (2009)
- Curtas Gaúchos (2010)

### Cinema
- Marafa (1963, incompiuto)
- São Paulo S/A (1965)
- Beto Rockfeller (1970)
- Mestiça, a Escrava Indomável (1973)
- Um Homem Célebre (1976)
- Xica da Silva (1976)
- Joana Angélica (1978)
- Memórias do Medo (1979)
- Asa Branca - Um Sonho Brasileiro (1980)
- Filhos e Amantes (1981)
- Luz del Fuego (1982)
- Parahyba, Mulher Macho (1983)
- Patriamada (1985)
- Banana Split (1988)
- Beijo 2348/72 (1990)
- Mil e Uma (1994)
- Histórias do Olhar (2001)
- Memórias Póstumas (2001)
- Valsa para Bruno Stein (2007)
- Cara ou Coroa (2007)